# Hell's Kitchen
"Hell's Kitchen" je šesta pjesma s albuma Falling into Infinity (izdan 1997. godine) američkog progresivnog metal sastava Dream Theater. Pjesma je u potpunosti instrumentalna skladba, a glazbu su skladali svi članovi Dream Theatera. "Hell's Kitchen" je trajanjem od 4 minute i 16 sekundi najkraća skladba na albumu.

## Izvođači
- John Petrucci - električna gitara
- John Myung - bas-gitara
- Mike Portnoy - bubnjevi
- Derek Sherinian - klavijature

## Vanjske poveznice
Službene stranice sastava Dream Theater - album Falling into Infinity  Arhivirana inačica izvorne stranice od 23. svibnja 2009. (Wayback Machine)